# Pavel Šmíd (politik)
Pavel Šmíd (29. listopadu 1941 – 7. června 1995) byl český politik za KDU-ČSL, po sametové revoluci československý poslanec Sněmovny národů Federálního shromáždění.

## Biografie
Ve volbách roku 1992 kandidoval za KDU-ČSL do české části Sněmovny národů (volební obvod Jihočeský kraj). Mandát nabyl až koncem června 1992 jako náhradník poté, co na mandát rezignoval Josef Novák. Ve Federálním shromáždění setrval do zániku Československa v prosinci 1992.